# Декларація про принципи міжнародного права
Декларація про принципи міжнародного права — міжнародний документ, в якому викладено загальновизнані основні принципи сучасного міжнародного права. Прийнята 25-ю сесією ООН 24.10.1970.

## Сім пунктів Декларації
1. Незастосування сили або загрози силою.
2. Мирне розв'язання міжнародних суперечок.
3. Невтручання у справи, які є внутрішньою компетенцією держав.
4. Співпраця держав за Статутом ООН.
5. Рівноправ'я і самовизначення народів.
6. Суверенна рівність держав.
7. Сумлінне виконання державами зобов'язань, прийнятих ними за Статутом ООН. У «Загальній частині» Декларації показано взаємозв'язок зазначених принципів та міститься звернення до всіх держав керуватися цими принципами у своїй міжнародній поведінці.

## Значення Декларації
Значення Декларації полягає насамперед у тому, що вона виробила суворіші стандарти міжнародної поведінки держав щодо підтримання міжнародного миру і безпеки, встановивши точніший юридичний зміст вказаних принципів, особливо у сфері прав і обов'язків держав. В умовах «холодної війни» та ідеологічного протистояння між собою «наддержав» США і СРСР вона продемонструвала певну міру загальної згоди міжнародного співтовариства щодо семи основних принципів Статуту ООН.